# Assembleia de Melilha
A Assembleia de Melilha é o órgão representativo da cidade autónoma de Melilha, localizada no Palácio da Assembleia de Melilha (Espanha). É constituída por vinte e cinco membros eleitos por sufrágio universal, livre, direto e secreto, que têm também o estatuto de vereadores, assumindo as funções que as leis reconhecem à organização autárquica.
O Estatuto de Autonomia de Melilha, aprovado por Lei orgânica de 13 de março de 1995 ao amparo do artigo 144, b) da Constituição, atribui-lhe as funções de eleger ao presidente da cidade, que o é também da Assembleia, o controle do Conselho de Governo, incluída a moção de censura ao presidente e as faculdades normativas próprias para sua organização. Como a outras comunidades autónomas se lhe reconhece o direito a apresentar projectos de lei ante o Congresso dos Deputados e a remeter às mesmo proposições de lei, mas não a potestade legislativa.

## Presidência da Assembleia de Melilha

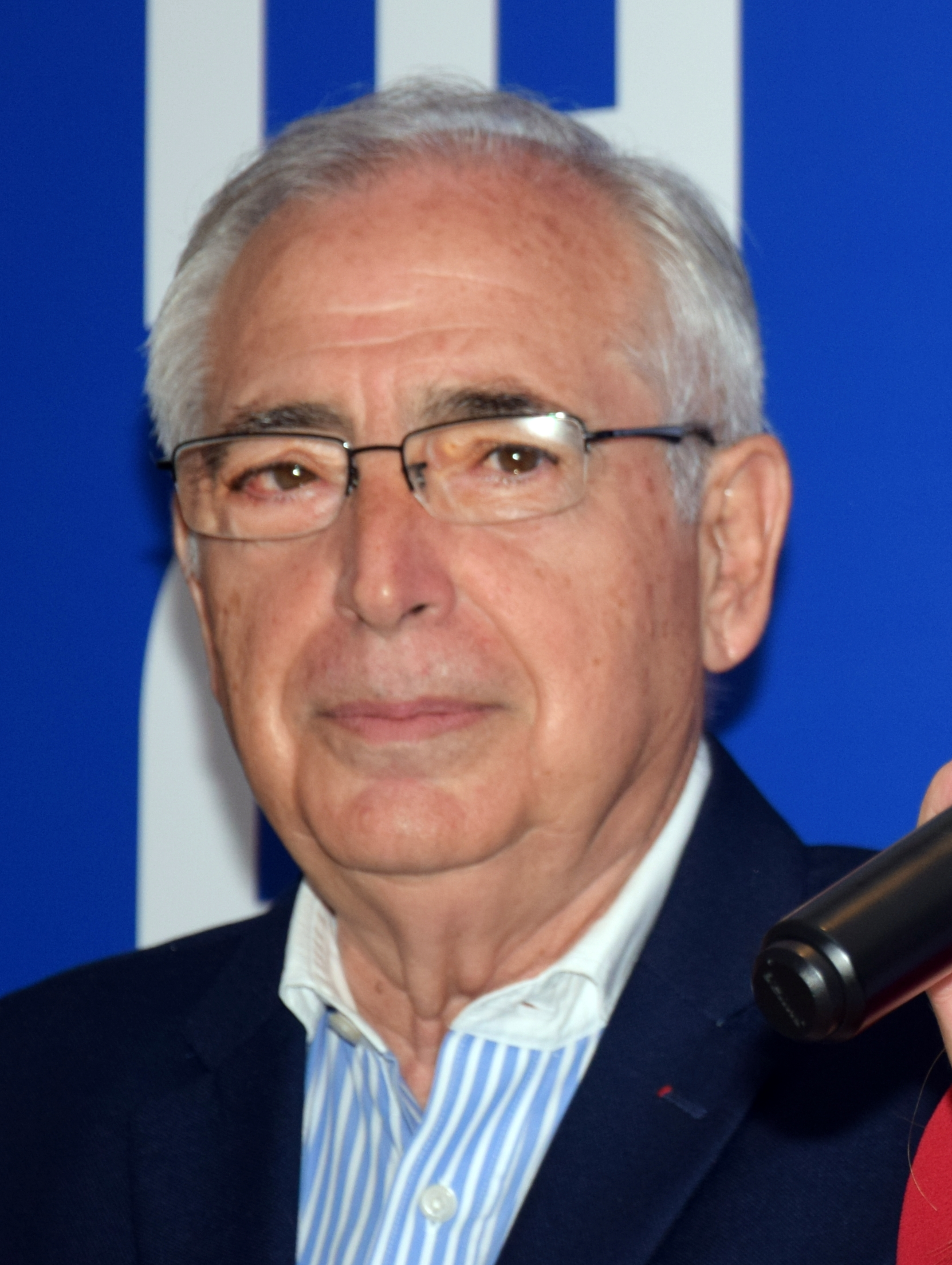
Juan José Imbroda, atual presidente da Assembleia de Melilha

O presidente de Melilha, também conhecido como prefeito-presidente de Melilha, dirige e coordena o Conselho de Governo de Melilha e ostenta a suprema representação da cidade autónoma, exercendo também como prefeito. Ademais, é o presidente da Assembleia de Melilha.
Na legislatura 2023-2027, o atual presidente da Assembleia de Melilha é Juan José Imbroda. Desde a reinstauración da Assembleia de Melilha no ano 1995 tem tido vários presidentes, os quais podem se ver a seguir:

## Composição da Assembleia
A Assembleia de Melilha está composta pelo presidente, que é a sua vez o prefeito e presidente da cidade autónoma, e um total de vinte e cinco deputados dos diferentes partidos políticos.

### Resultado eleitoral
Nas eleições à Assembleia de Melilha de 2023, celebradas no domingo 28 de maio, o Partido Popular de Melilha ganhou as eleições, ficando a Coalizão por Melilha em segundo lugar, o Partido Socialista de Melilha em terceiro lugar, Vox em quarto lugar, e Somos Melilha em quinto lugar. O dado mais destacable da jornada eleitoral foi a esperada irrupción de Somos Melilha com 1 deputado. Deste modo, os resultados destas eleições foram os seguintes:
| Eleições à Assembleia de Melilha de 2023 |                               |                     |        |         |            |            |
| Partido                                  | Partido                       | Candidato           | Votos  | Votos   | Vereadores | Vereadores |
|                                          | Partido Popular de Melilha    | Juan José Imbroda   | 15 555 | 52,67 % | 14         | 4          |
|                                          | Coalizão por Melilha          | Dunia A o-Mansouri  | 5557   | 18,81 % | 5          | 3          |
|                                          | Partido Socialista de Melilha | Glória Vermelhas    | 3148   | 10,66 % | 3          | 1          |
|                                          | Vox                           | José Miguel Tasende | 2937   | 9,94 %  | 2          | Estável    |
|                                          | Somos Melilha                 | Amin Azmani         | 1508   | 5,10 %  | 1          | Novo       |
| Fonte: Junta Eleitoral Central           |                               |                     |        |         |            |            |

### Órgãos da Assembleia na legislatura 2023-2027

#### A Mesa
A Mesa da Assembleia de Melilha está integrada pelo presidente da Assembleia e dois vice-presidentes/as. Às reuniões da Mesa também assiste o secretário da Assembleia.
| Cargo                        | Titular                    | Lista      |
| ---------------------------- | -------------------------- | ---------- |
| Presidente                   | Juan José Imbroda Ortiz    | PP Melilha |
| Vice-presidenta primeira     | María José Aguilar Silveti | PP Melilha |
| Vice-presidente segundo      | Rachid Bussian Mohamed     | CpM        |
| Fonte: Assembleia de Melilha |                            |            |

#### Junta de Porta-vozes
| Cargo                        | Cargo                                | Titular                      | Lista         |
| ---------------------------- | ------------------------------------ | ---------------------------- | ------------- |
| Presidente                   | Presidente                           | Juan José Imbroda Ortiz      | PP Melilha    |
| Vice-presidenta primeira     | Vice-presidenta primeira             | María José Aguilar Silveti   | PP Melilha    |
| Vice-presidente segundo      | Vice-presidente segundo              | Rachid Bussian Mohamed       | CpM           |
| Porta-vozes titulares        |                                      |                              |               |
|                              | Porta-voz do GP Popular              | Daniel Conesa Mínguez        | PP Melilha    |
|                              | Porta-voz do GP Coalizão por Melilha | Dunia A o-Mansouri Umpierrez | CpM           |
|                              | Porta-voz do GP Socialista           | Glória Vermelhas Ruiz        | PSOE          |
|                              | Porta-voz do GP Vox                  | José Miguel Tasende Souto    | Vox           |
|                              | Porta-voz do GP Misto                | Amin Azmani Mohamed Mohamed  | Somos Melilha |
| Fonte: Assembleia de Melilha |                                      |                              |               |

## Enlaces externos
- Sitio web oficial